# Nhiệm vụ cuối cùng
Nhiệm vụ cuối cùng (tựa gốc: Sabotage) là một phim hành động giật gân của Mỹ năm 2014 do David Ayer đồng đạo diễn và viết kịch bản, có sự tham gia của Arnold Schwarzenegger, Sam Worthington, Olivia Williams, Mireille Enos và Terrence Howard. Phim được công chiếu tại Hoa Kỳ vào ngày 28 tháng 3 năm 2014.

## Nội dung
John "Breacher" Wharton là đội trưởng Đội tác chiến đặc biệt của DEA (DEA SOT), bao gồm James "Monster" Murray, vợ của Monster là Lizzy Murray, Joe "Grinder" Philips, Julius "Sugar" Edmonds, Eddie "Neck" Jordan, Tom "Pyro" Roberts, Bryce "Tripod" McNeely và "Smoke" Jennings. Trong cuộc đột kích vào hang ổ của một băng đảng ma túy, Smoke bị giết khi cả nhóm đánh cắp 10 triệu đôla trong kho tiền, giấu nó trong cống ngầm bên dưới tòa nhà trong khi cho nổ tung phần còn lại để xóa dấu vết. Số tiền bỗng dưng biến mất, và sếp của họ là Floyd Demel đình chỉ họ trong khi DEA điều tra cả nhóm về vụ trộm. Sau sáu tháng không có bất kỳ lời thú tội hoặc bằng chứng phạm tội nào, cả nhóm đã được phép trở lại công việc.
Sau khi tỉnh dậy sau cơn say, Pyro thấy xe RV của mình đã bị kéo vào đường ray xe lửa, bị một đoàn tàu đâm trúng khiến anh tử vong. Thanh tra Caroline Brentwood của Sở Cảnh sát Atlanta và cộng sự Darius Jackson được giao nhiệm vụ điều tra vụ án và thẩm vấn các đồng đội của Pyro. Brentwood thấy Neck cố tình tránh thẩm vấn, và Breacher đi cùng cô đến nhà Neck, hi vọng anh ta sẽ hợp tác. Khi đến nơi, họ thấy anh ta bị đóng đinh lên trần nhà và bị moi ruột. Brentwood hiểu rằng việc giết hại dã man như vậy là cách thức hoạt động của các băng đảng ma túy, Breacher cho rằng băng đảng ma túy đang truy sát cả nhóm vì số tiền bị đánh cắp.
Breacher và Brentwood đến nhà Tripod, người đã rời DEA sau khi bị đình chỉ, và thấy anh ta đã chết sau một cuộc đấu súng. Trước khi chết anh ta đã giết được một kẻ tấn công, tên đó được Breacher xác định là một lính đánh thuê của băng đảng ma túy. Monster sau đó đến gặp Brentwood, người nghi ngờ Breacher. Monster kể với cô rằng gia đình Breacher đã bị một băng đảng bắt cóc, chúng đã quay phim lại cảnh giết hại họ và gửi đoạn phim cho Breacher cùng với các bộ phận cơ thể bị cắt đứt của vợ và con trai ông. Breacher đã dành nhiều tháng để tìm kiếm những kẻ giết gia đình mình trước khi cả nhóm thuyết phục ông dừng lại. Brentwood thông cảm cho Breacher, và họ quan hệ tình dục.
Jackson lần theo dấu vết điện thoại di động của tên lính đánh thuê đã chết đến ngôi nhà của một băng đảng, nơi bị Breacher và nhóm của ông đột kích, nhưng bọn lính đánh thuê không có ở đó. Sau đó, xác chúng được tìm thấy dưới một con sông gần nhà Tripod, và Brentwood nhận ra rằng chúng đã bị giết trước Pyro và Neck, nghĩa là có ai đó đang đổ tội cho băng đảng.
Breacher tập hợp nhóm lại để kể cho họ nghe chuyện gì đã xảy ra, và Lizzy tiết lộ rằng cô đã ngoại tình với Sugar. Grinder thú nhận với Brentwood rằng họ đã đánh cắp số tiền. Breacher và Brentwood gặp Grinder tại một quán ăn và Lizzy đã giết Grinder bằng súng bắn tỉa. Thật ra Lizzy và Sugar chính là hung thủ giết hại các đồng đội của họ. Khi Lizzy đang chuẩn bị đồ đạc để trốn ra nước ngoài cùng Sugar, Monster đã phá hủy hộ chiếu của cô, và Lizzy tấn công anh bằng dao, giết chết anh.
Breacher và Brentwood đến nhà Lizzy và tìm thấy xác của Monster được giấu trong tủ lạnh. Lizzy gọi cho Breacher và hẹn gặp ông tại một bãi đậu xe. Breacher đến đó cùng với Brentwood. Lizzy và Sugar phục kích Breacher, và Brentwood hỗ trợ Breacher. Lizzy và Sugar lái xe đi, bị Breacher và Brentwood đuổi theo. Sau một cuộc rượt đuổi trên đường phố, xe của Sugar và Lizzy đâm vào một chiếc xe khác, giết chết Sugar.
Breacher và Brentwood đối mặt với Lizzy, người buộc tội cả nhóm đã ăn cắp số tiền sau lưng cô, thúc đẩy cô tìm cách trả thù. Brentwood cho rằng Lizzy đã ăn cắp số tiền. Breacher tiết lộ với Lizzy rằng chính ông đã lấy số tiền. Lizzy cố với lấy súng của cô và bị Breacher bắn chết. Khi lực lượng cảnh sát đến, Breacher biến mất, khiến Brentwood thất vọng.
Vài tuần sau, Breacher ở Mexico, ông sử dụng số tiền đánh cắp được cho mục đích đã định trước – hối lộ một viên cảnh sát tham nhũng để hắn cung cấp cho ông thông tin về Brujo, kẻ đã giết gia đình ông. Breacher tìm thấy Brujo trong một quán bar và giết hắn cùng với vài tên côn đồ khác. Breacher bị thương, ngồi vào bàn, nhấp một ngụm rượu whisky và châm điếu xì gà, mỉm cười vì đã trả thù thành công.